# Ertholmene
Ertholmene es un archipiélago perteneciente a Dinamarca, que incluye tres islas y varios peñones. Constituye el territorio más oriental de Dinamarca.

## Geografía
El archipiélago de Ertholmene está formado por:
- Christiansø: 22 ha
- Frederiksø: 4 ha
- Græsholm: 9 ha
- Lilleø
- Høgebur
- Langeskær, Loen, Kalven y Firken
- Tyveskær
- Vesterskær
- Østerskær, el punto más oriental de Dinamarca

## Demografía
La población total del archipiélago asciende a 96 habitantes (2008), estando habitadas únicamente las dos islas principales. No obstante, en tiempos pasados el archipiélago albergaba poblaciones mayores, llegándose hasta los 829 en 1810. Cada verano, las islas acogen a 80.000 turistas.
- Datos: Q502678
- Multimedia: Ertholmene / Q502678